# Kvarteret Korpen
Kvarteret Korpen är en svensk film från 1963 i regi av Bo Widerberg och med Thommy Berggren och Keve Hjelm i huvudrollerna. Filmen utsågs 1995 till "den bästa svenska filmen någonsin" i en omröstning i Nöjesguiden.

## Handling
Året är 1936. Anders (Thommy Berggren) bor i fattigkvarteret Korpen i Malmö med sin alkoholiserade far (Keve Hjelm) och sin mor (Emy Storm), som tvingas försörja familjen. Anders stora dröm är att bli författare. En dag kommer det ett brev från ett förlag i Stockholm dit han har sänt ett manuskript. Förlaget vill diskutera manuskriptet med Anders.

## Rollista
- Thommy Berggren – Anders
- Keve Hjelm – fadern
- Emy Storm – modern
- Christina Frambäck – Elsie, Anders flickvän
- Ingvar Hirdwall – Sixten, Anders kamrat
- Agneta Prytz – grannfrun
- Nina Widerberg – grannbarnet Nina
- "Hugo Tunnbindare" Andersson[2](1900-1967) – den gamle med trädet
- Louise Gustafsson – Anders flickvän i lusthuset
- Fritiof Nilsson Piraten – författaren i väntrummet

## Tillkomst
Kvarteret Korpen spelades in i det verkliga kvarteret Korpen i Malmö, vilket avgränsas av Spångatan, Skolgatan, Friisgatan och Södra Förstadsgatan. Bakgården, kallad "Tundran", användes då som parkeringsplats för varuhuset Domus. Några år efter inspelningen revs stora delar av kvarteret för att ge plats åt ett butiks- och bostadskomplex som invigdes 1968. En ung Christoffer Barnekow arbetade som regiassistent vid produktionen.

## Utgivning
Filmen hade premiär den 26 december 1963. Den har flera gånger visats på SVT, bland annat i november 2018, och kom ut på video i januari 1997. Den gavs ut på DVD i början av 2013.

## Mottagande

### Recensioner
Kvarteret Korpen fick mycket goda recensioner vid premiären, bland annat skrev Mauritz Edström en mycket positiv recension i Dagens Nyheter men tyckte ändå elva år senare att han inte prisat den tillräckligt. Istället beskrev han den då som "ett lyckligt mästerverk, en av de fåtaliga verkligt stora svenska filmerna".

### Utmärkelser
Filmen Oscarsnominerades 1965 till bästa utländska film, men priset gick till den italienska Igår, idag, imorgon i regi av Vittorio De Sica. Den var även nominerad till Guldpalmen vid Cannes filmfestival 1964, men det priset gick till den franska musikalen Paraplyerna i Cherbourg i regi av Jacques Demy. Widerberg fick 1963 ta emot Chaplinpriset för filmen, och Keve Hjelm fick 1964 en Guldbagge som bästa skådespelare för rollen som fadern. Filmen fick även Svenska Filminstitutets kvalitetsbidrag om 399 191 kronor. År 1995 utsågs den i en stor omröstning bland svenska filmkännare i Nöjesguiden till den bästa svenska filmen någonsin.

## Musik i filmen
- Avsnitt ur "Konsert i D-dur för trumpet och orkester" av Giuseppe Torelli
- "Fjällbruden" av Arthur Hedström
- "Livet i finnskogarna" av Calle Jularbo och Herman Gellin
- "Skåneidyller" av Edvard Persson